# 布里斯托機場
布里斯托機場（英語：Bristol Airport），位於英格蘭布里斯托，客運量是英國第9繁忙的國際機場。因受跑道僅長2,000公尺的限制，被定位為短場起降機場。

## 外部連結
- 布里斯托機場官網
- 布里斯托機場的Facebook專頁